# Midget Tossing
Midget Tossing è il primo album degli Yellowcard, pubblicato il 1º aprile 1997 sotto etichetta Takeover Records. L'album è andato poco dopo fuori produzione, senza più venire ristampato, con l'eccezione di poche copie nel 2008 in occasione di una reunion dei 5 membri originali degli Yellowcard per un concerto a Jacksonville.
Questo loro primo lavoro vede schierata la formazione originale della band, che allora era composta da sei elementi. Le tracce Sue e Up Hill Both Ways compaiono anche nel successivo album della band, Where We Stand (1999). For the Longest Time è una cover riarrangiata di The Longest Time di Billy Joel.

## Critica
SputnikMusic assegna un voto di 1,5/5 all'album, definendolo un pessimo album punk; anche se in alcuni tratti si intravedono delle potenzialità nella musica della band, il gruppo è ancora troppo giovane e immaturo, e il risultato è un album grezzo e malprodotto impreziosito solo dall'occasionale uso del violino.

## Tracce
1. 2 Quarts – 3:00
2. Possessions – 1:55
3. Sue – 2:24
4. American't – 3:00
5. Up Hill Both Ways – 3:58
6. Me First – 3:48
7. For the Longest Time – 1:38
8. Get Off the Couch – 2:46
9. Interlewd – 1:46
10. Someday – 3:53
11. Goodbye – 6:17

## Artwork
La copertina del disco è disegnata e richiama il titolo (midget tossing significa infatti "lancio del nano", divertimento in voga in alcuni bar del Nordamerica), e raffigura un ragazzino che viene lanciato da una persona. Sulla traiettoria del volo compare il titolo dell'album.

## Formazione
- Ben Dobson - voce
- Todd Clarry - chitarra e voce
- Warren Cooke - basso
- Benjamin Harper - chitarra
- Longineu Parsons III - batteria
- Sean Mackin - violino (non accreditato)